# Taiwan i olympiska spelen
Taiwan har tävlat i de olympiska spelen 1956–1972 under namnet Republiken Kina och sedan 1984 som  Kinesiska Taipei . De gör själva anspråk på namnet Republiken Kina i konflikt med Kina, som officiellt kallar sig Folkrepubliken Kina. Därför har Internationella olympiska kommittén har beslutat om det politiskt mindre laddade namnet. År 1976 skickade Taiwan en trupp till sommarens OS, men de valde att inte tävla, och 1980 bojkottade de spelen helt.

## Deltagande under olika namn
Under de moderna Olympiska spelens första 50 år tillhörde Taiwan Japan. Eventuella deltagare från Taiwan fick, i likhet med de från Korea, ingå i den japanska olympiatruppen. Efter Japans förlust i det andra världskriget avträddes Taiwan till Kina. Kina deltog 1952 som den år 1949 utropade Folkrepubliken Kina. Samma år beslutade Internationella olympiska kommittén att låta såväl den kommunistiska folkrepubliken som den till Taiwan överförda Republiken Kina deltaga i de kommande spelen. Folkrepubliken Kina bojkottade då spelen och Taiwan tävlade under namnet Republiken Kina fram till och med 1972. Spelen 1976 bojkottades av båda de stater som gjorde anspråk på namnet Kina. Internationella Olympiska Kommittén enades om att Taiwan skulle tävla under namnet Kinesiska Taipei, och sedan sommarspelen 1984 har båda länderna deltagit vid samtliga olympiska spel.

## Medaljer
| Guld | Silver | Brons | Totalt antal medaljer |
| ---- | ------ | ----- | --------------------- |
| 5    | 11     | 20    | 36                    |

### Medaljer efter sommarspel

#### Som Republiken Kina
| Spel                     | Guld        | Silver      | Brons       | Totalt      |
| Melbourne/Stockholm 1956 | 0           | 0           | 0           | 0           |
| Rom 1960                 | 0           | 1           | 0           | 1           |
| Tokyo 1964               | 0           | 0           | 0           | 0           |
| Mexico City 1968         | 0           | 0           | 1           | 1           |
| München 1972             | 0           | 0           | 0           | 0           |
| Montreal 1976            | Deltog inte | Deltog inte | Deltog inte | Deltog inte |
| Totalt                   | 0           | 1           | 1           | 2           |

#### Som Kinesiska Taipei
| Spel                | Guld        | Silver      | Brons       | Totalt      |
| Moskva 1980         | Deltog inte | Deltog inte | Deltog inte | Deltog inte |
| Los Angeles 1984    | 0           | 0           | 1           | 1           |
| Seoul 1988          | 0           | 0           | 0           | 0           |
| Barcelona 1992      | 0           | 1           | 0           | 1           |
| Atlanta 1996        | 0           | 1           | 0           | 1           |
| Sydney 2000         | 0           | 1           | 4           | 5           |
| Aten 2004           | 2           | 2           | 1           | 5           |
| Peking 2008         | 0           | 0           | 4           | 4           |
| London 2012         | 0           | 1           | 1           | 2           |
| Rio de Janeiro 2016 | 1           | 0           | 2           | 3           |
| Tokyo 2020          | 2           | 4           | 6           | 12          |
| Totalt              | 5           | 10          | 19          | 34          |

### Medaljer efter sport
| Sport         | Guld | Silver | Brons | Totalt |
| Baseboll      | 0    | 1      | 0     | 1      |
| Bordtennis    | 0    | 1      | 1     | 2      |
| Bågskytte     | 0    | 1      | 2     | 3      |
| Friidrott     | 0    | 1      | 1     | 2      |
| Taekwondo     | 2    | 1      | 5     | 8      |
| Tyngdlyftning | 1    | 2      | 5     | 8      |
| Totalt        | 3    | 7      | 14    | 24     |